# طوابع الجزائر 1964
يُسجل هذا المقال الطوابع البريدية الجزائرية التي أصدرتها إدارة البريد في عام 1964.

## العموميات
```
تحمل الإصدارات عبارة « اَلْجُمهُورِيَّة اَلْجَزَائِرِيَّة اَلدِّيمُقرَاطِيَّة اَلشَّعبِيَّة » و« البريد » 
باللغة العربية
. أما 
باللغة الفرنسية
 فهناك عبارتان هما « 
Algérie
 »  والتي تعني الجزائر و« 
Postes
 » والتي تعني البريد، بالإضافة إلى 
قيمة اسمية
 محددة 
بالفرنك الجزائري
```

## قائمة الطوابع الصادرة
| 032 |  | 0,50 عيد العمال القيمة الاسمية : 0,50 ف.ج الطبعة : 2 000 تاريخ الإصدار : 1 مايو 1964 تواريخ السحب : 1 فبراير 1965 الأبعاد : 22x36 الحواف : 13 الرسام : علي علي خوجة الطابع : مطبعة البريد والبرق والهاتف باريس |  | الوصف |

| 033 |  | 0,45 يوم إفريقيا القيمة الاسمية : 0,45 ف.ج الطبعة : 1 000 تاريخ الإصدار : 25 مايو 1964 تواريخ السحب : 1 فبراير 1965 الأبعاد : 36x22 الحواف : 13 الرسام : شكري مصلي الطابع : مطبعة البريد والبرق والهاتف باريس |  | الوصف يوم إفريقيا، المُحتفل به في 25 مايو، يرمز للوحدة الإفريقية. تأسست منظمة الوحدة الإفريقية عام 1963 في أديس أبابا لتوحيد صوت إفريقيا وتعزيز هويتها وحريتها. تسعى المنظمة لحل النزاعات، تعزيز التعاون بين الحكومات والمجتمع المدني، دعم تحرير الدول الإفريقية، تحقيق المساواة السيادية، واحترام الحدود. كما تهدف لتعزيز السلام والأمن والعدالة الاجتماعية في القارة. |

| 034 |  | 0,25 الفلاحة القيمة الاسمية : 0,45 ف.ج الطبعة : 51 700 000 تاريخ الإصدار : 1 يونيو 1964 تواريخ السحب : 6 نوفمبر 1971 الأبعاد : 17x21 الحواف : 13½ الرسام : الطابع : مطبعة البريد والبرق والهاتف باريس |  | الوصف |

| 035 |  | 0,20 حماية آثار النوبة القيمة الاسمية : 0,20 ف.ج الطبعة : 1 000 تاريخ الإصدار : 28 يونيو 1964 تواريخ السحب : 1 فبراير 1965 الأبعاد : 48x27 الحواف : 13 الرسام : بيير جاندون الطابع : مطبعة البريد والبرق والهاتف باريس |  | الوصف |

| 036 |  | 0,30 حماية آثار النوبة القيمة الاسمية : 0,30 ف.ج الطبعة : 1 000 تاريخ الإصدار : 28 يونيو 1964 تواريخ السحب : 1 فبراير 1965 الأبعاد : 48x27 الحواف : 13 الرسام : رينيه كوتي الطابع : مطبعة البريد والبرق والهاتف باريس |  | الوصف |

| 037 |  | 0,85 اتصال الموجات الميكروية الجزائر-عنابة القيمة الاسمية : 0,85 ف.ج الطبعة : 1 000 تاريخ الإصدار : 30 أغسطس 1964 تواريخ السحب : 1 فبراير 1965 الأبعاد : 36x22 الحواف : 13 الرسام : علي علي خوجة الطابع : مطبعة البريد والبرق والهاتف باريس |  | الوصف |

| 038 |  | 0,10 ميكانيكا القيمة الاسمية : 0,10 ف.ج الطبعة : 9 580 000 تاريخ الإصدار : 21 سبتمبر 1964 تواريخ السحب : 1 فبراير 1965 الأبعاد : 17x21 الحواف : 13½ الرسام : الطابع : مطبعة البريد والبرق والهاتف باريس |  | الوصف |

| 039 |  | 0,05 الفلاحة القيمة الاسمية : 0,05 ف.ج الطبعة : 9 580 000 تاريخ الإصدار : 25 سبتمبر 1964 تواريخ السحب : 15 نوفمبر 1967 الأبعاد : 17x21 الحواف : 13½ الرسام : الطابع : مطبعة البريد والبرق والهاتف باريس |  | الوصف |

| 040 |  | 0,20 إعادة الإعمار القيمة الاسمية : 0,20 ف.ج الطبعة : 3 100 000 تاريخ الإصدار : 25 سبتمبر 1964 تواريخ السحب : 15 نوفمبر 1967 الأبعاد : 17x21 الحواف : 13½ الرسام : الطابع : مطبعة البريد والبرق والهاتف باريس |  | الوصف |

| 041 |  | 0,25 المعرض الدولي الأول بالجزائر القيمة الاسمية : 0,25 ف.ج الطبعة : 1 000 تاريخ الإصدار : 26 سبتمبر 1964 تواريخ السحب : 1 فبراير 1965 الأبعاد : 21x36 الحواف : 13½ الرسام : أحمد بن يحيى الطابع : مطبعة البريد والبرق والهاتف باريس |  | الوصف |

| 042 |  | 0,30 مجمع أرزيو القيمة الاسمية : 0,30 ف.ج الطبعة : 1 000 تاريخ الإصدار : 27 سبتمبر 1964 تواريخ السحب : 1 فبراير 1965 الأبعاد : 21x36 الحواف : 13½x14 الرسام : شكري مصلي الطابع : مطبعة البريد والبرق والهاتف باريس |  | الوصف |

| 043 |  | 0,25 حملة التشجير القيمة الاسمية : 0,25 ف.ج الطبعة : 2 000 تاريخ الإصدار : 29 نوفمبر 1964 تواريخ السحب : 19 نوفمبر 1966 الأبعاد : 21x36 الحواف : 13½x14 الرسام : الطابع : مطبعة البريد والبرق والهاتف باريس |  | الوصف |

| 044 |  | 0,15 ميثاق الأطفال القيمة الاسمية : 0,15 ف.ج الطبعة : 1 000 تاريخ الإصدار : 11 ديسمبر 1964 تواريخ السحب : 1 مارس 1965 الأبعاد : 21x36 الحواف : 13½x14 الرسام : شكري مصلي الطابع : مطبعة البريد والبرق والهاتف باريس |  | الوصف |